# Rusa unicolor
El sambar o sambhur (Rusa unicolor) es una especie de cérvido de tamaño medio y pelaje castaño que vive en el sureste de Asia y ha sido introducido en Australia, Nueva Zelanda, Texas, California y Florida
Mide entre 1,70 y 2,70 m de longitud y 1,25 cm de altura, con la cola de 22 a 35 cm de largo. Su peso oscila entre 150 y 315 kg. Únicamente los machos tienen cuernos, que alcanzan hasta 1 m de largo. Han sido identificadas seis subespecies.
Se alimenta de hierba, hojas y frutos. Viven en los bosques, solitarios excepto en la época de celo, cuando cada macho trata de formar un harén, que luego defiende intensamente.
Entre sus depredadores más comunes están el tigre, el leopardo, el lobo, el cuón y en ocasiones el león asiático.

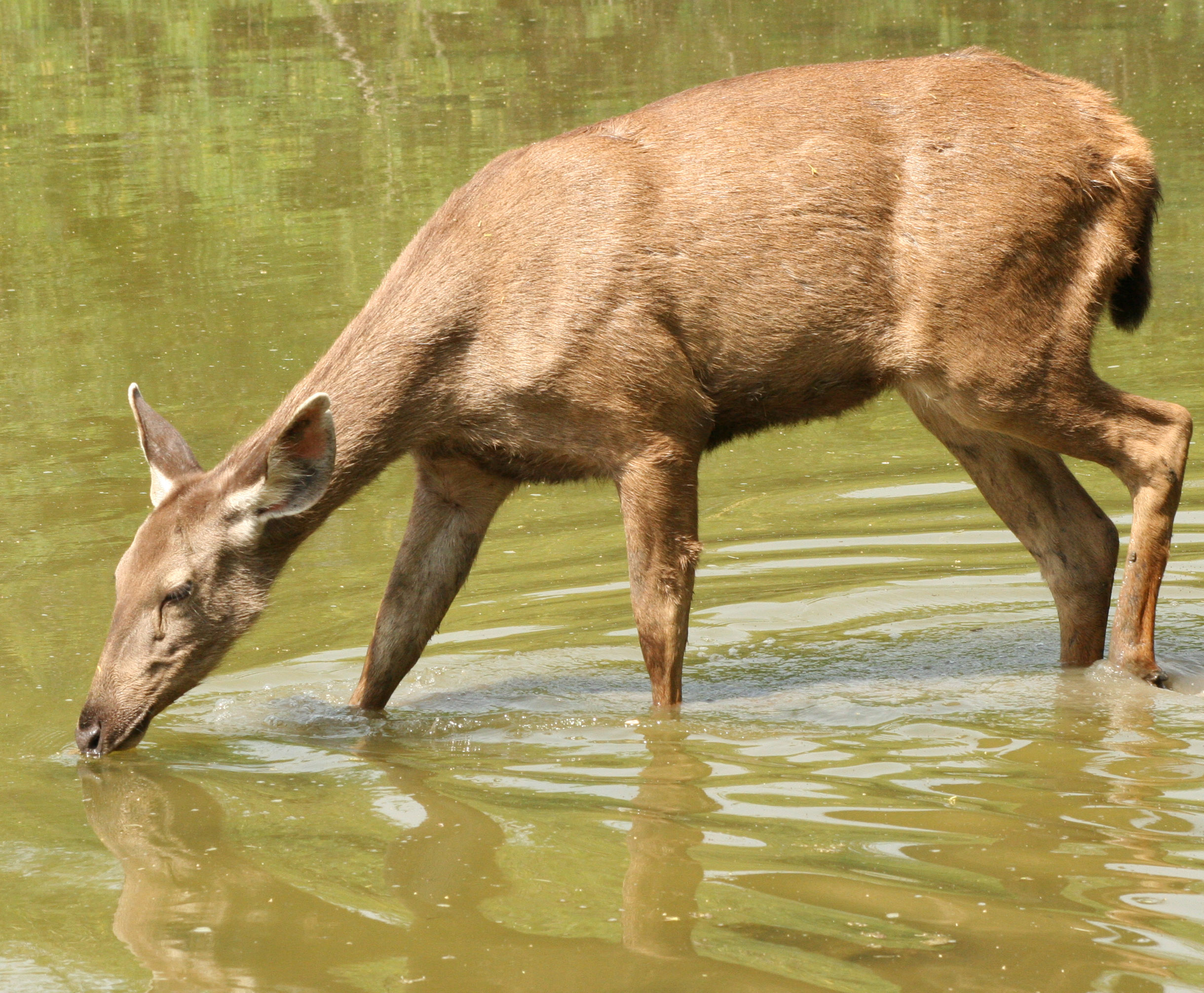
Sambar hembra

## Subespecies
Se conocen las siguientes:
- Rusa unicolor unicolor en India, Nepal y Bangladés, quizá Sri Lanka.
- Rusa unicolor dejeani en el centro de China.
- Rusa unicolor cambojensis en el sur de China, Birmania, Tailandia, Laos, Camboya y Vietnam, quizá Malasia.
- Rusa unicolor hainana en Hainan.
- Rusa unicolor swinhoii en Taiwán.
- Rusa unicolor equina en Sumatra.
- Rusa unicolor brookei en Borneo.